# ポンテ・ディ・ピアーヴェ
ポンテ・ディ・ピアーヴェ（伊: Ponte di Piave）は、イタリア共和国ヴェネト州トレヴィーゾ県にある、人口約8,300人の基礎自治体（コムーネ）。

## 地理

### 位置・広がり

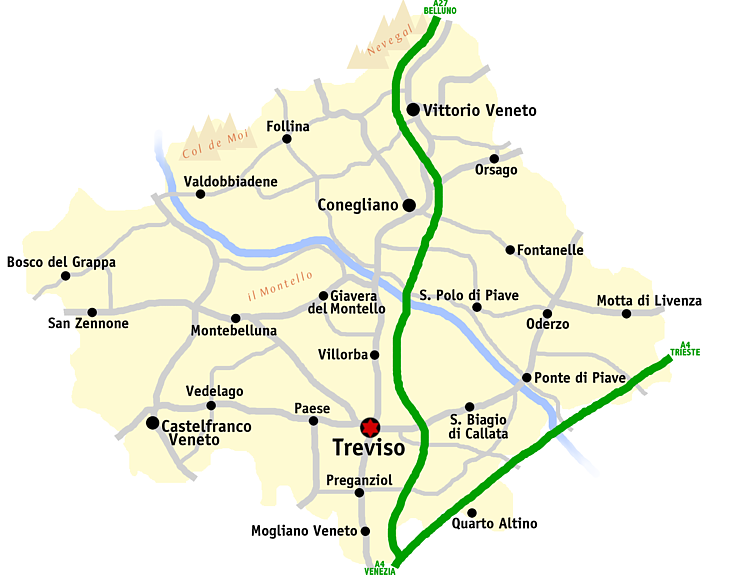
トレヴィーゾ県概略図

#### 隣接コムーネ
隣接するコムーネは以下の通り。
- ブレーダ・ディ・ピアーヴェ
- キアラーノ
- マゼラーダ・スル・ピアーヴェ
- オデルツォ
- オルメッレ
- サルガレーダ
- サン・ビアージョ・ディ・カッラルタ

### 気候分類・地震分類
気候分類では、zona E, 2368 GGに分類される。
また、イタリアの地震リスク階級 (it) では、zona 3 (sismicità bassa) に分類される。

## 行政

### 分離集落
ポンテ・ディ・ピアーヴェには、以下の分離集落（フラツィオーネ）がある。
- Busco, Levada, Negrisia, San Nicolò

## 姉妹都市
- Castelginest、フランス 1984年